# Cliff Curtis
Clifford Vivian Devon "Cliff" Curtis (Rotorua, 27 de juliol de 1968), és un actor neozelandès els nombrosos rols del qual cinematogràfics inclouen les pel·lícules 10 000 a. C., Whale Rider, Once Were Warriors, Blow i The Dark Horse, i les sèries Trauma, Body of Proof i Missing. Des de 2015 al 2017 va interpretar a Travis Manawa en la sèrie de terror-drama d'AMC, Fear the Walking Dead, un spin-off de la popular The Walking Dead. La seva ascendència maori li ha permès interpretar una gran varietat de personatges de diversos grups ètnics, com ara llatins, àrabs e indis. Curtis és també copropietari d'una companyia de producció independent anomenada Whenua Films. Actualment es troba treballant en la pel·lícula de ciència-ficció Avatar 2

## Primers anys
Curtis va néixer el 27 de juliol de 1968 a Rotorua, Illa del Nord de Nova Zelanda, en una família de nou germans. És descendent de l'ètnia maorí. Quan era nen va estudiar l'art del Mau Rakau, un art marcial tradicional maori amb el conegut mestre Mita Mohi. Més tard, Curtis es va convertir en ballarí de breakdance i va competir en concursos de ball de rock and roll. Va estudiar a l'escola secundària Western Heights High School de Rotorua.

## Carrera a Nova Zelanda
Curtis va començar a actuar en les produccions musicals d'aficionatss Fiddler on the Roof i Man of La Mancha, abans d'assistir a la New Zealand Drama School i el Teatre Dimitri Scoula en Suïssa. Va treballar en una sèrie de companyies de teatre de Nova Zelanda, incloent Downstage, Mercury Theatre, Bats Theatre, i Centre Point. Els seus papers en obres teatrals inclouen Happy End, Les alegres comares de Windsor, Otel·lo, The Cherry Orchard, Porgy and Bess, Weeds, Macbeth, Serious Money, i The End of the Golden Weather. El seu primer paper cinematogràfic va ser en la pel·lícula de Jane Campion nominada a l'Oscar, El piano. Es va fer conegut amb la pel·lícula Once Were Warriors, i també va actuar en el melodrama Desperate Remedies. En 2000, Curtis va actuar com Billy Williams a Jubilee, i Porourangi a Whale Rider
El 2004, amb el productor Ainsley Gardiner, Curtis va formar la companyia de producció de cinema independent Whenua Films. Els objectius de l'empresa són donar suport al creixement de la indústria del cinema indígena de Nova Zelanda, i fer costat als curtmetratgistes locals. Ell i Gardiner van ser designats per a gestionar el desenvolupament i la producció de pel·lícules per al Short Films Fund de 2005-06 per la New Zealand Film Commission. La companyia ha produït diversos curtmetratges sota el nou estendard de l'empresa, entre elles, Two Cars, One Night, la qual va rebre una nominació al Premis Oscar el 2005, i Hawaiki el 2006. Tots dos curtmetratges van ser estrenats en molts festivals de cinema internacionals, incloent el Festival Internacional de Cinema de Berlín.
En 2014, Curtis va interpretar el paper principal de Genesis Potini en la pel·lícula biogràfica The Dark Horse, la qual va ser considerada per la National Radio com «una de les millors pel·lícules mai fetes a Nova Zelanda». El New Zealand Herald alabó su poderosa actuación. Curtis va aprendre a jugar escacs i va augmentar de pes per al paper.

## Carrera internacional

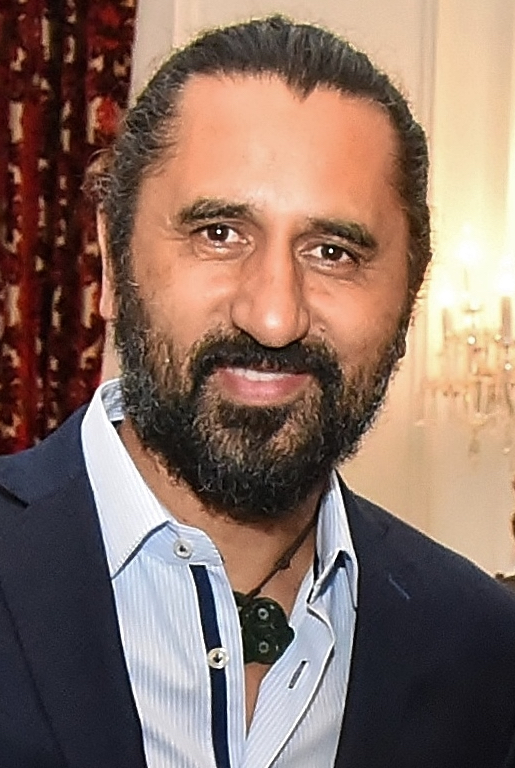
Curtis el 2018.

Curtis ha aparegut a pel·lícules com Tres reis, el drama Blow, Bringing Out the Dead de Martin Scorsese, Sunshine, Live Free or Die Hard, Training Day, Collateral Damage i Push. També va obtenir el paper del tinent Cortez en la pel·lícula Last Knights juntament amb Clive Owen i Morgan Freeman.
Va interpretar al Senyor del Foc Ozai en la pel·lícula The Last Airbender de M. Night Shyamalan. En 2015, va ser triat per al paper principal de Travis Manawa en la sèrie de drama/terror Fear the Walking Dead, un spin-off de The Walking Dead.

## Vida personal
Curtis manté la seva vida privada allunyada dels mitjans. Va contreure matrimoni en 2009 en una cerimònia privada a Marae i té dos fills.

## Filmografia

### Cinema
| Any  | Títol                        | Paper                                 |
| ---- | ---------------------------- | ------------------------------------- |
| 1993 | El piano                     | Mana                                  |
| 1993 | Desperate Remedies           | Fraser                                |
| 1994 | Kahu & Maia                  | Kahu                                  |
| 1994 | Once Were Warriors           | Bully                                 |
| 1994 | Rapa Nui                     | Short Ears                            |
| 1996 | Chicken                      | Zeke                                  |
| 1996 | Mananui                      | Mana                                  |
| 1998 | Deep Rising                  | Mamooli                               |
| 1998 | Six Days, Seven Nights       | Kip                                   |
| 1999 | Virus                        | Hiko                                  |
| 1999 | Tres reis                    | Amir Abdulah                          |
| 1999 | Bringing Out the Dead        | Cy Coates                             |
| 1999 | The Insider                  | Jeque Fadlallah (com Clifford Curtis) |
| 2000 | Jubilee                      | Billy Williams                        |
| 2001 | Blow                         | Pablo Escobar                         |
| 2001 | Training Day                 | Smiley                                |
| 2001 | The Majestic                 | El príncep Khalid                     |
| 2002 | Collateral Damage            | Claudio El Lobo Perrini               |
| 2002 | Whale Rider                  | Porourangi                            |
| 2003 | Runaway Jury                 | Frank Herrera                         |
| 2004 | Fracture                     | Detectiu Franklin                     |
| 2004 | Spooked                      | Mort Whitman                          |
| 2004 | Heinous Crime                | Repartidor de pizza                   |
| 2005 | The Pool                     | Espòs                                 |
| 2005 | River Queen                  | Wiremu                                |
| 2006 | The Fountain                 | Capità Ariel                          |
| 2007 | Sunshine                     | Searle                                |
| 2007 | Fracture                     | Detectiu Flores                       |
| 2007 | Live Free or Die Hard        | FBI Deputy Director Miguel Bowman     |
| 2008 | 10 000 a. C.                 | Tic'Tic                               |
| 2009 | Push                         | Hook Waters                           |
| 2009 | Crossing Over                | Hamid Baraheri                        |
| 2010 | The Last Airbender           | Señor del Fuego Ozai                  |
| 2011 | Colombiana                   | Emilio Restrepo                       |
| 2012 | A Thousand Words             | Dr. Sinja                             |
| 2014 | The Dark Horse               | Genesis Potini                        |
| 2015 | Last Knights                 | Teniente Cortez                       |
| 2016 | Risen                        | Jesús de Natzaret                     |
| 2018 | The Meg                      | James "Mac" Mackreides                |
| 2019 | Doctor Sleep                 | Billy Freeman                         |
| 2019 | Hobbs & Shaw                 | Jonah Hobbs                           |
| 2021 | Avatar 2                     | Tonowari                              |
| 2021 | Reminiscence                 | Boothe                                |
| 2022 | Avatar: El sentit de l'aigua | Tonowari                              |

### Televisió
| Any       | Títol                      | Paper                   | Notes                                                                |
| --------- | -------------------------- | ----------------------- | -------------------------------------------------------------------- |
| 1991      | Under Cover                | Zip                     | Telefilm                                                             |
| 1994      | Hercules in the Underworld | Nessus                  | Telefilm                                                             |
| 1995      | Mysterious Island          | Peter                   | Episodis: "Make Yourselves a Home" "First Impressions Are Skin Deep" |
| 1996      | City Life                  | Daniel Freeman          | 4 episodis                                                           |
| 1998      | The Chosen                 | Father Tahere           | Telefilm                                                             |
| 2002      | Point of Origin            | Mike Camello            | Telefilm                                                             |
| 2004      | Traffic                    | Adam Kadyrov            | Mini serie de TV                                                     |
| 2009–2010 | Trauma                     | Reuben 'Rabbit' Palchuk | Protagonista (18 episodis)                                           |
| 2011      | Body of Proof              | FBI Agent Derek Ames    | Recurrente                                                           |
| 2012      | Missing                    | Agent Dax Miller        | Protagonista (10 episodis)                                           |
| 2014      | Gang Related               | Javier Acosta           | 13 episodis                                                          |
| 2015–2017 | Fear the Walking Dead      | Travis Manawa           | 21 episodis                                                          |